# Ленск
Ленск (рус. Ленск) - градић и административни центар Ленског рејона у западном делу Јакутије.
Градић се налази на левој обали реке Лене, на Приленској висоравни, 840 км од Јакутска. У насељу влада најповољнија клима у Јакутији.
Има укупно 24 322 становника (2013)

## Становништво
| 1939. | 1959. | 1970.  | 1979.  | 1989.  | 2002.  | 2010.  |
| ----- | ----- | ------ | ------ | ------ | ------ | ------ |
| 2.200 | 7.894 | 16.758 | 23.966 | 30.260 | 24.558 | 24.966 |